# Séptima cruzada
La séptima cruzada fue liderada por Luis IX de Francia entre 1248 y 1254.

## Preparativos
En 1248 los musulmanes corasmios aliados al sultán ayubí de Egipto al-Salih Ayyub corrieron Siria y Palestina y conquistaron y saquearon Jerusalén tras la tregua de diez años que siguió a la Sexta Cruzada. La ciudad era la capital del reino homónimo. Ese mismo año, al-Salih y sus aliados corasmios vencieron a los cristianos del Reino de Jerusalén, coligados con su rival el emir ayubí de Damasco, en la batalla de Gaza. El 27 de noviembre, el obispo de Beirut zarpó rumbo a Europa para solicitar socorros para sostener el reino.

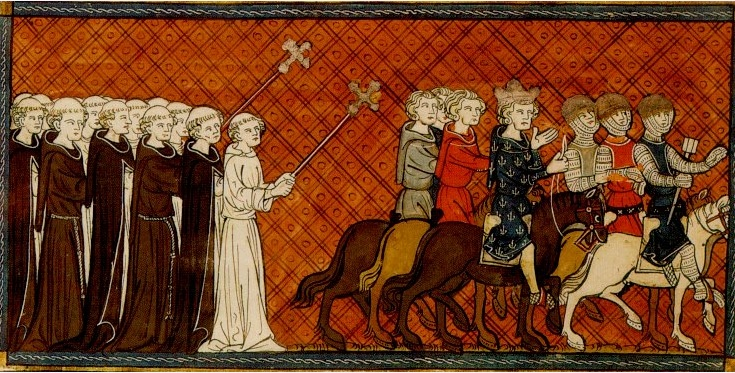
Luis parte a la cruzada, en el verano de 1248.

Este hecho no causó el gran impacto que en ocasiones anteriores, debido a que Occidente ya había visto como Jerusalén cambiaba de manos en diversas ocasiones. La llamada a la cruzada, por tanto, no fue inmediata ni generalizada. Los monarcas europeos estaban ocupados en sus asuntos internos (como por ejemplo Enrique III de Inglaterra, que luchaba contra las rebeliones de los escoceses, y el rey Bela IV de Hungría, quien intentaba mantener el orden y reconstruir su reino casi desde las cenizas después de la trágica y devastadora invasión mongola de 1241), y solamente el rey de Francia,  Luis IX (San Luis), declaró su intención de tomar la cruz en diciembre de 1244: Luis IX asistió al primer concilio ecuménico latino de Lyon (reunido en 1245 y presidido por el papa Inocencio IV, expulsado de Italia por Federico II) que, además de deponer y excomulgar al emperador  Federico, convocó una cruzada (que sería la séptima) cuyo mando se entregó a Luis IX. Luis se había comprometido a emprender la cruzada en diciembre del año anterior cuando se hallaba gravemente enfermo de malaria, a cambio de recuperar la salud.
El plan de los cruzados, fundamentalmente franceses, era conquistar Egipto o al menos el delta del Nilo, bien para asentarse en él o como moneda de cambio para recuperar Jerusalén y los territorios palestinos perdidos por las últimas derrotas.
Los preparativos de Luis fueron largos: tardó tres años en estar listo para empezar la campaña. Tuvo que recaudar impuestos especiales para sufragarla —de los que no eximió al clero, con gran disgusto de este—; organizar el gobierno del reino durante su ausencia —lo delegó en su madre, que ya había servido hábilmente de regente durante su minoría de edad—; asegurar que el rey de Inglaterra mantuviese la paz durante su ausencia en Tierra Santa y que Federico, con quien las relaciones eran algo tensas, colaborase para obtener el permiso del rey de Jerusalén —su hijo Conrado— para penetrar en su reino. Hubo además de tratar con Génova y Marsella para obtener los barcos necesarios para la travesía a Levante; el pacto con estas empeoró las relaciones con Venecia, que veía con malos ojos una empresa que podía perjudicar el lucrativo comercio que mantenía con Egipto.

## Travesía por Levante

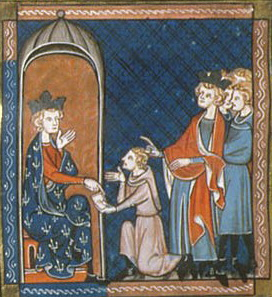
Luis y el rey de Chipre, Enrique I, con unos emisarios.

Por fin, Luis partió de París el 12 de agosto de 1248 y el 25 del mismo mes zarpó de Aigues-Mortes. En aquella época, Francia era posiblemente el Estado más fuerte de Europa, y tras tres años recolectando fondos, un poderoso ejército, estimado en unos veinte mil hombres bien armados, partió de los puertos de Marsella y Aigues-Mortes en 1248. Al rey lo acompañaban la reina, dos de sus hermanos, dos primos y otros destacados miembros de la nobleza francesa.

Mapa esquemático de la cruzada. En azul, las zonas predominantemente católicas; en naranja, las ortodoxas; en verde, las musulmanas; y en morado, los Estados cruzados y la Cilicia armenia. Una cruz marca la victoria cruzada de Damieta de junio de 1249 y una media luna, la ayubí de abril del año siguiente.

Los cruzados fueron en primer lugar a Chipre, adonde arribaron el 17 de septiembre, atracando en Limasol. Allí acudieron los grandes maestres del Temple y del Hospital, así como diversos barones de Siria; todos recibieron la hospitalidad del rey de Chipre. Los cruzados pasaron el invierno en la isla, negociando con los mongoles una alianza contra los ayubíes, que no llegó a cuajar. La regente mongola tomó los presentes de los cruzados no como incentivos para concertar una alianza, sino como el tributo de un vasallo, y ordenó que se le pagasen anualmente. Así, los esfuerzos diplomáticos de Luis resultaron estériles.
Los jefes cristianos decidieron que su objetivo sería Egipto por considerar que era la provincia más rica y vulnerable de los territorios ayubíes y que, si conquistaban Damieta, quizá podrían intercambiarla por Jerusalén, como el sultán ya había propuesto durante la quinta cruzada. Luis deseaba atacar de inmediato, pero los magnates de la región lo disuadieron, alegando las peligrosas tormentas del invierno en la región y la dificultad de navegar con mal tiempo en la zona del delta, plagada de bajíos. Los señores locales deseaban además que Luis interviniese en las disputas regionales, que enfrentaban a distintos miembros de la familia ayubí y en la que los jefes cristianos participaban, pero no lo lograron.
Luis y sus huestes no pudieron pasar a tierra firme hasta finales de mayo, cuando cesaron los combates entre pisanos, genoveses y venecianos y el rey obtuvo los barcos necesarios para la travesía hasta Egipto. La larga e imprevista estancia en la isla tuvo graves consecuencias militares: la hospitalidad chipriota relajó la disciplina y lo dilatado de ella acabó casi completamente con los abastos que se habían preparado para sostener al ejército en Egipto. A comienzos de mayo, en Limasol se habían reunido ciento veinte grandes naves de transporte, amén de otras de menor porte, aunque cuando la flota zarpó a finales de mes, una tormenta la desbarató, e hizo que a Luis solo lo acompañase un cuarto de las tropas. El resto fue uniéndose paulatinamente a este grupo en la costa egipcia.

## Conquista de Damieta

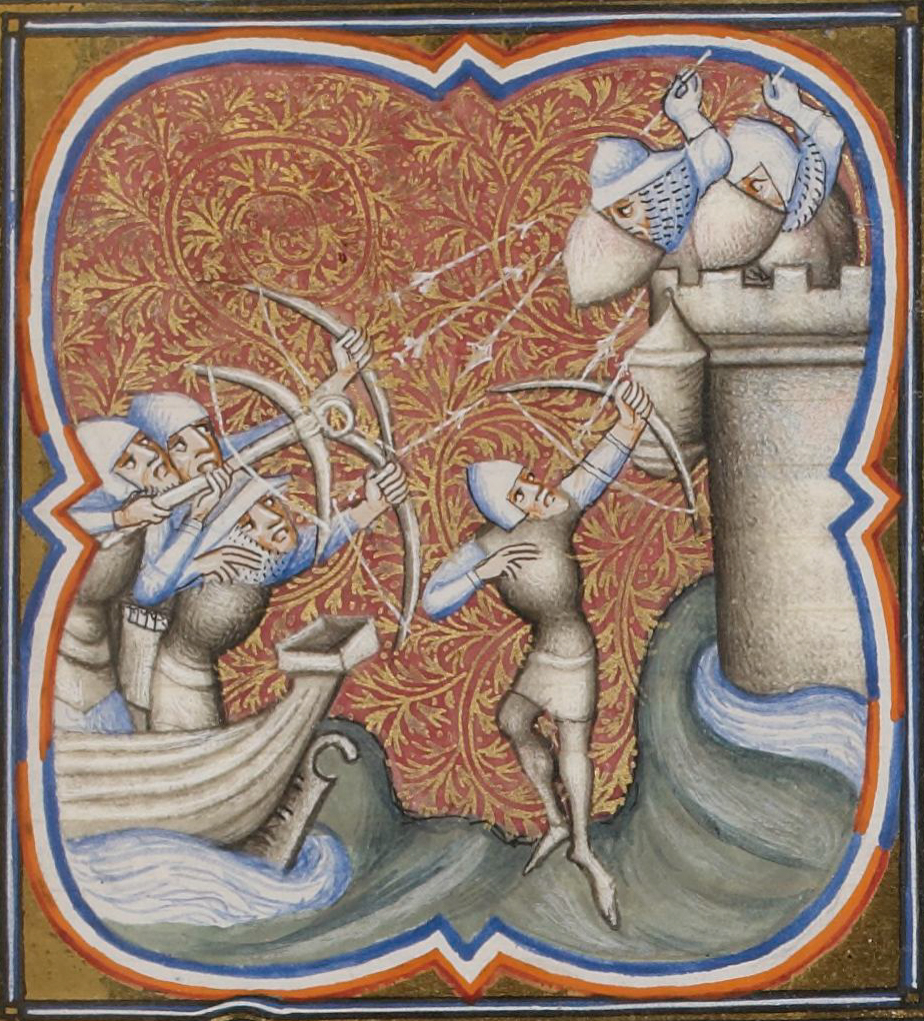
Llegada de las huestes cruzadas ante Damieta el 5 de junio de 1249, en una ilustración medieval.

Al igual que en la Quinta Cruzada, el ataque se centraría en primer lugar en la ciudad de Damietta, que ofreció poca resistencia a los europeos. Los cruzados arribaron a las costas egipcias el 5 de junio de 1249 y conquistaron Damieta al día siguiente, mal defendida por su guarnición kurda y árabe. El primer choque, acaecido en las playas, había sido por el contrario encarnizado y se había decantado en favor de los cruzados por la disciplina de las tropas francesas, que encabezaba el rey, y la valentía de los caballeros de Levante. El jefe del ejército ayubí, el anciano visir Fajr ad-Din, había evacuado la ciudad ante el pánico de la población y el desánimo de la guarnición. Como la guarnición no incendió los pontones que permitían el acceso a la localidad como se le había ordenado, los cruzados no tuvieron problema en ocuparla.
En abril, el sultán egipcio, al-Salih Ayyub, regresó apresuradamente de Siria y acampó con su ejército en El Mansurá, ante la noticia de la próxima llegada de los cruzados. Para entonces, al-Salih estaba gravemente enfermo de tuberculosis, aunque no dejó por ello de organizar la defensa.
Las inundaciones del Nilo volvieron a intervenir en contra de los cristianos, obligándolos a permanecer en la ciudad hasta el 20 de noviembre. En septiembre y octubre, el Nilo alcanzó su nivel más alto, lo que habría complicado el avance cruzado si se hubiese intentado. Mientras, Luis transformó la ciudad conquistada, convirtiendo la mezquita en catedral, asignando calles y mercados a las repúblicas marítimas italianas, y lidió con el desánimo de la tropa debido a la falta de acción, al clima y a las enfermedades que la aquejaban. El rey rechazó además la propuesta del sultán agonizante de intercambiar Damieta por Jerusalén. Los egipcios, por su parte, aumentaron el acoso a los cruzados, organizando ataques a los soldados que se alejaban del campamento.
Sin embargo, cuando los ayubíes  por fin partieron de Damieta hacia El Cairo, sufrieron de inmediato un serio revés: el 22 de noviembre falleció el sultán. El heredero se encontraba lejos, en al-Yazira, y una junta tomó el poder mientras aquel llegaba a la región. Mientras, la junta decidió ocultar la muerte del sultán.
El 24 de octubre, cuando el descenso de las aguas del Nilo iba a permitir por fin el avance de los cruzados, llegó Alfonso de Poitou —hermano del rey— con refuerzos venidos de Francia. El duque Pedro de Bretaña, apoyado por los barones de Levante, propuso conquistar Alejandría para adueñarse del litoral mediterráneo de Egipto y obligar a pactar al sultán, pero Roberto de Artois se opuso con vehemencia a este plan y el rey finalmente optó por respaldar a su hermano.

## Avance hacia El Cairo, derrota y cautiverio

Zona oriental del delta del Nilo, donde se libraron los principales combates de la cruzada.

El 20 de noviembre, Luis marchó hacia El Cairo, dejando una gran guarnición para proteger Damieta. Como las aguas del Nilo tardaban en descender y el terreno se hallaba cuajado de canales y acequias, el avance fue lento. Los beduinos acosaban además a las huestes del rey francés. El 23 falleció el sultán al-Salih. La caballería egipcia hostigaba a las fuerzas del rey Luis, pero no pudo detenerlas; el día 7 se libró una batalla favorable a los cruzados cerca de Fariskur y el 14 estos llegaron a Baramun. El grueso de las fuerzas egipcias se mantuvo en todo momento al sur del principal canal de la zona, el Bahr as-Saghir, que une el gran río con el lago Manzala.
El 21 de diciembre, los cruzados apenas habían recorrido un tercio de la distancia que separa Damieta de El Cairo y habían llegado ante la ciudad del El Mansurá, aunque se encontraban separados de ella por el canal de Ashmun (otro nombre del Bahr al-Saghir). El ejército egipcio, que acampaba en torno a la ciudad fortificaba, vigilaba los vados. Los francos rechazaron un intento egipcio de atacarlos por la retaguardia, pero no consiguieron construir un dique para cruzar el canal por el continuo hostigamiento del enemigo, que empleaba fuego griego.
La noche del 7 de febrero de 1250, sin embargo, un grupo cruzado acaudillado por el hermano del rey francés, Roberto I de Artois, logró cruzar el canal por uno de los vados peor defendidos por los egipcios, cerca de Salamun. Un copto de esta localidad había desvelado a los cruzados su existencia a cambio de una recompensa. El duque de Borgoña quedó guardando el campamento mientras que el rey partía a cruzar el canal. La vanguardia de esta columna, compuesta por los soldados de Roberto, los templarios y el contingente inglés que participaba en la empresa, la mandaba su hermano Roberto, que tenía órdenes de no acometer al enemigo sin permiso del rey.
Temiendo ser descubierto y pese a las amonestaciones de los templarios, que le recordaron las órdenes que tenía, Roberto decidió asaltar de inmediato el desprevenido campamento enemigo. Los cruzados cayeron por sorpresa sobre las tropas egipcias y mataron al jefe del ejército, Fajr al-Din ibn al-Shaij y, sin esperar la llegada de refuerzos, se abalanzaron hacia El Mansurá. Hasta entonces la suerte había favorecido al conde, que siguió desoyendo los consejos en favor de la prudencia de los jefes templarios e ingleses. Los cruzados consiguieron entrar con facilidad en la ciudad pero, una vez dentro, los mamelucos Bahri improvisaron una defensa en las callejuelas; gran parte de los cruzados, incluido el hermano del soberano francés, fallecieron en estos combates. De los doscientos noventa caballeros templarios que acompañaban a Roberto, solo sobrevivieron cinco a la refriega en las calles de El Mansurá.

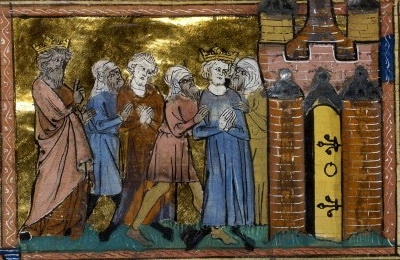
Captura de Luis por los ayubíes en abril de 1250, según una miniatura medieval.

Mientras, el grueso del ejército cruzado alcanzó también la orilla sur del Nilo, pero se encontró en una situación delicada: incapaz de tomar El Mansurá, sufría problemas de suministro por el hostigamiento que las naves egipcias infligían a sus comunicaciones con la retaguardia cruzada en Damieta. Luis logró repeler los asaltos egipcios en una encarnizada batalla y construir un puente de pontones para facilitar el cruce del canal de sus últimas fuerzas, pero no tomar la ciudad. Para entonces el ejército egipcio se había repuesto totalmente de la sorpresa, y se enfrentó con las huestes de Luis en una batalla de resultado incierto el 11 de febrero. Fue uno de los combates más reñidos de la época en la región, y Luis tuvo dificultades para rechazar los embates egipcios, que contaban con nuevas fuerzas llegadas del sur.
A finales de febrero, el nuevo sultán, Turan Shah, llegó a Egipto y se hizo con el poder, aunque para entonces la victoria se atribuía a los mamelucos Bahri. Turan Shah ordenó la construcción de una flotilla para interceptar los suministros que desde Damieta recibían los cruzados acampados frente a El Mansurá. La maniobra dio crecidos frutos: los egipcios capturaron ochenta embarcaciones enemigas, treinta y dos de ellas tan solo el 16 de marzo. No obstante, Luis esperaba —en vano— que se desatase una crisis por el fallecimiento del viejo sultán y mantuvo el asedio ocho semanas.
El 5 de abril, el monarca francés decidió ordenar la retirada a Damieta. Sus fuerzas habían quedado diezmadas por el hambre, la disentería y el tifus. Tardíamente, el rey se decidió a aceptar la oferta del fallecido al-Salih que antes había rechazado, pero para entonces los egipcios, noticiosos de la debilidad enemiga, se negaron a ello. Las huestes cruzadas, desbaratadas, no alcanzaron sin embargo su destino y tuvieron que rendirse en Fariskur a los egipcios el 6 de abril. El rey estaba enfermo y no pudo impedir que uno de sus sargentos diese la orden de capitular, casi al mismo tiempo que el enemigo se apoderaba de la flotilla que transportaba a los heridos aguas abajo. Luis y el grueso de sus tropas quedaron cautivos. El rey cayó enfermo de disentería. De inmediato, los dos bandos emprendieron las negociaciones para que los cruzados obtuviesen la libertad a cambio de que entregasen Damieta y pagasen un oneroso rescate. Aunque los egipcios tuvieron considerables miramientos con los cautivos que podían reportarles jugosos rescates, no tuvieron inconveniente en decapitar a aquellos más pobres. Dada su abundancia y por orden del sultán, durante una semana se decapitó a trescientos prisioneros, para reducir su número. El prestigio del emperador Federico hizo que los egipcios cediesen en su pretensión inicial de obtener todos los territorios cruzados de Levante, pues estos dependían de su hijo Conrado. Pero Luis tuvo que acceder a pagar un millón de besantes y devolver Damieta el 30 de abril para recuperar la libertad. En parte el acuerdo se consumó por la habilidad de la esforzada esposa de Luis quien, aunque se hallaba convaleciente de parto, tuvo que convencer a los representantes italianos de no abandonar Damieta, que por sí sola no podía conservar, para poderla emplear como moneda de cambio con los egipcios.
El 2 de mayo, los mamelucos Bahri asesinaron al sultán y parte del ejército egipcio exigió que se pasase a los cautivos cruzados por las armas. Sin embargo, finalmente se acordó que se los liberase a cambio de un rescate de un millón de dinares y de la entrega de Damieta. El rescate original se redujo luego a cuatrocientas mil libras tornesas y Damieta se entregó a unidades egipcias el día 6. El 7 del mes, Luis y el resto de sus tropas abandonaron Egipto, dirigiéndose a Acre, capital del Reino de Jerusalén (de lo que quedaba de él). Tras seis días de travesía con tiempo desapacible, arribaron a la ciudad. Los heridos que quedaron en Damieta y a que los egipcios habían prometido respetar, fueron pasados por las armas.

## Final y regreso a Francia

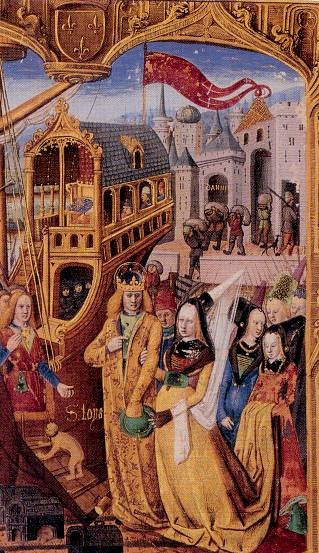
Luis y su esposa disponiéndose a embarcar en Acre para regresar a Francia en 1254, en una miniatura tardomedieval.

Llegado a Acre, consultó con los señores que lo acompañaban sobre la conveniencia de seguir en Tierra Santa o retornar a Francia, desde donde su madre lo reclamaba y llegaban noticias inquietantes de actividad de los ingleses. Finalmente, decidió permanecer en el Levante, que había perdido gran parte de sus fuerzas militares en la desastrosa campaña egipcia. La mayoría de los nobles que habían venido a la cruzada, incluidos los hermanos del rey, volvieron a Europa a mediados de julio. Con el monarca francés solo permanecieron unos mil cuatrocientos soldados. Ante la ausencia del rey Conrado, la muerte de la regente Alicia y la inclinación a ceder el poder a Luis del nuevo regente —Juan de Arsuf, hermano del rey de Chipre—, el soberano francés se hizo con el gobierno del territorio.
La debilidad militar de Luis se unió a la amarga experiencia egipcia y a la rivalidad entre los mamelucos egipcios y los ayubíes sirios para imponerle un actitud más moderada y tendente a la diplomacia que a la intervención militar en los asuntos de la región. An-Nasir Yusuf, bisnieto de Saladino y señor de Homs y Alepo, se apoderó de Damasco el 9 de julio y trató en vano de aliarse con el rey francés. Como el fracaso de la invasión siria de Egipto en el invierno de 1250-1251 llevó a que el sultán damasceno tratase nuevamente de concertarse con Luis, este empleó estos contactos para obtener mejores condiciones de los mamelucos egipcios, a quienes les preocupaban. El soberano francés consiguió que los egipcios liberasen a todos los cautivos —más de tres mil— y prometiesen entregarle los territorios hasta el Jordán a cambio de trescientos prisioneros musulmanes y la alianza contra los ayubíes de Damasco. Los últimos cautivos quedaron en libertad en marzo de 1252.
La liga entre francos y mamelucos, sin embargo, no tuvo consecuencias. Los damascenos enviaron fuerzas a Gaza para impedir la unión de los coligados y los egipcios no hicieron intento alguno de marchar al norte para unirse a Luis. Este, que había reparado las defensas de Cesarea, Haifa y Acre, remozó también la de Jafa, donde apostó un contingente en espera de la llegada de los egipcios desde el sur. Finalmente la paz entre los egipcios y los sirios, obtenida por mediación del califa abasí de Bagdad y firmada en abril de 1253, puso fin a la inútil alianza franco-mameluca. En su retirada desde Gaza a Damasco, el ejército sirio saqueó la campiña del reino jerosolimitano y la ciudad de Sidón, cuyas defensas se estaban reconstruyendo. Luis contraatacó infructuosamente en territorio sirio.
Al mismo tiempo, el rey francés se dedicó a tratar de resolver las numerosas rencillas que debilitaban los señoríos de Levante y a poner orden en su gobierno. Entregó el gobierno del Principado de Antioquía a Bohemundo VI de Antioquía, del que apartó a su madre Lucía de Segni a cambio de ciertos pagos. Allanó asimismo la reconciliación entre la corte de Antioquía y el Reino de Cilicia. Los armenios de este colaboraron desde entonces en la protección de Antioquía.
Mientras, se desvanecía toda esperanza de recibir refuerzos desde Europa. El rey de Inglaterra había prometido en 1250 emprender una nueva cruzada, pero trataba de retrasarla todo lo posible. Los nobles franceses criticaban al papa, enfrascado en su conflicto con el emperador alemán, pero no enviaban ayuda a Luis. La reina regente aplastó un movimiento popular surgido por la noticia de la derrota de Luis en Egipto y que se había vuelto peligroso por los desórdenes que causó. Privado de apoyo europeo, Luis estrechó lazos con los asesinos sirios. Al mismo tiempo y paradójicamente ya que eran los principales enemigos de estos, trató de establecer una alianza con los mongoles, a los que envió dos embajadores dominicos.
La grave situación en Francia, agudizada tras la muerte de la regente Blanca de Castilla, obligó a Luis a retornar a su reino. Enrique III de Inglaterra mantenía una actitud hostil y olvidaba sus promesas de cruzada, el condado de Flandes se hallaba sumido en una guerra civil y los vasallos del rey cada día estaban más levantiscos. El 24 de abril de 1254, zarpó de Acre y, tras diversas peripecias, alcanzó Francia en julio.
Aunque reforzó las defensas del reino, las pérdidas militares de la cruzada acaudillada por Luis lo debilitaron. Poco después de su marcha, estalló una guerra civil debida principalmente a la rivalidad entre las repúblicas italianas en la que se vieron envueltos los señores levantinos.
Con el retorno del rey a sus tierras, la cruzada concluyó en un fracaso para los europeos, sin embargo el prestigió de Luis aumentó. Más tarde protagonizaría un nuevo intento de retomar Tierra Santa (Octava Cruzada) que acabaría también en fracaso.